# Stephanie Rice
Stephanie Louise Rice (n. 17 iunie 1988, Brisbane, Queensland) este o înotătoare din Australia care deține în prezent recordul mondial la probele de 200 m și 400 m mixt.